# Tulga
Tulga (ou Tulca) foi rei visigodo da Hispânia entre 640 e 642, sucedendo a seu pai Quintila.
Atribui-se a Tulga alguma simplicidade de espírito e fraqueza de carácter. Os Bascos revoltaram-se durante o seu reinado, mas aquilo que marca este período é a revolta de Quindasvinto.

## A revolta de Quindasvinto
Quindasvinto era já um ancião de 79 anos quando iniciou a sua revolta. Desempenhava, provavelmente, um cargo de comando militar ou civil na região fronteiriça com o actual País Basco. Apercebendo-se da fragilidade do trono de Tulga, convocou os nobres godos terratenentes, a população germânica da zona e fez-se proclamar rei, apesar de lhe faltar a chancela dos bispos. A sua aclamação teve lugar em Pampalica, possivelmente a Pampliega actual, perto de Burgos.
A sequência dos factos altera-se conforme as fontes:
De acordo com Sigiberto Glembacense o rebelde, seguro dos seus apoios e com a adesão de outros nobres, marchou sobre Toledo, depôs Tulga e fê-lo tonsurar, deste modo inabilitando-o para ocupar o trono; o destino posterior de Tulga não é conhecido.
Santo Ildefonso, por outro lado, deixou um relato distinto: a rebelião de Quindasvinto obteve algum apoio entre a nobreza mas não triunfou devido à falta de apoio do clero. Tulga conservou o trono e Quindasvinto manteve-se um rebelde, até que a oportuna morte do rei, por doença, permitiu o reconhecimento de Quindasvinto como rei pelos eleitores reais.